# Babits Mihály Gyakorló Gimnázium
A pécsi Babits Mihály Gyakorló Gimnázium (hivatalos nevén Pécsi Tudományegyetem Gyakorló Általános Iskola, Gimnázium és Óvoda, Babits Mihály Gyakorló Gimnázium) a Pécsi Tudományegyetem négy évfolyamos  gyakorlóiskolája. Az Uránváros ligetes övezetében található intézményben a 9. évfolyamtól emelt szintű képzést biztosít angol, német, biológia, fizika, matematika, informatika és művészeti (irodalom, ének-zene, rajz és vizuális kultúra, dráma) tantárgyakból. A 11. évfolyamtól kezdődően a tanulók választásuk alapján készülhetnek a közép és emelt szintű érettségi vizsgákra. Az intézményt a HVG Magyarország 100 legjobb vidéki gimnáziuma között listázta 2014-ben.

## Története
A nyugati Mecsekben az 1950-es évek második felében fellendült az uránbányászat. Munkáslakások épültek. Új városrész született az egykori repülőtér területén. A köztudatban ez ma is Uránvárosként él. Rövid idő alatt több óvoda és általános iskola épült.
1963-ban szükség volt már új középiskolára is. Ekkor alapította a városi vezetés az újmecsekaljai gimnáziumot, bár önálló épülete akkor még nem volt. A Bánki Donát Általános Iskolában folyt a tanítás. Az első végzős évfolyam 1967 májusában ballagott.
1967 nyarán adták át a Veress Endre utcában az új gimnázium épületét, melyet Tillai Ernő tervezett. Itt a gimnáziumi osztályok mellett zöldség-gyümölcs kereskedelmi, felvásárló és termeltető, földmérő, majd 1968. szeptemberétől postás szakközépiskolai osztályok indultak. 1967-ben Komarov űrhajós ezredesről nevezték el az intézményt. A sajátos munkásövezetben működő iskola szép sikereket ért el gimnáziumi tagozataival (matematika, német, testnevelés) valamint a szakképzés területén.
1989-től a Janus Pannonius Tudományegyetem gyakorló iskolája lett. Ezzel összefüggésben megkezdődött a profiltisztítás. A földmérő osztályok fokozatosan a pécsi Vegyipari Szakközépiskolába kerültek, évfolyamonként a négy gimnáziumi, illetve az egy postaforgalmi szakközépiskolai osztályban lehetővé váltak a hallgatók gyakorlati tanításának személyi és tárgyi feltételei.
1990-ben új szárnnyal bővült az intézmény, amelybe biológia, földrajz és fizika előadótermek, szertárak és nyelvi termek kerültek.
1990-ben az egyetem névadójához igazodva a latinos, humán műveltségű Babits Mihály nevét vette fel az iskola.

## Működése
Az intézmény élete sokszínű. A jó képességű, tehetséges tanulókat szakmailag és pedagógiailag felkészült tanárok segítik a tanulmányi versenyeken való eredményes szerepléshez és továbbtanuláshoz. Az iskola megkülönböztetett figyelemmel foglalkozik a környezetvédelmi, az egészséges életmódra és családi életre nevelés kérdéseivel. A képzésben kiemelt szerepet tölt be az angol és a német nyelv emelt szintű oktatása. Valamennyi tanuló megtanul számítógépen dolgozni, szöveget szerkeszteni és az Interneten ismereteket gyűjteni. Nagy hangsúlyt kap a biológia, a fizika, a matematika tanítása és az általános kommunikációs képességek fejlesztése is. A szertárak – a kor követelményeinek megfelelően – jól ellátottak: három számítástechnika-terem, nyelvi labor, könyvtár és az egyetemi hallgatók fogadására alkalmas tanári szobák, 2 tornaterem, üvegház állnak az oktatás szolgálatában.
Tevékeny diák-önkormányzati munka, sokféle tanórán kívüli sport- és kulturális program teszi vonzóvá az iskolai életet. Színjátszás, versmondókör, zenekar, kamarakórus, képzőművészeti szakkör kínál hangulatos elfoglaltságot.
Az intézményben nagy hangsúlyt fektetnek a múltban létrehozott és a folyamatosan megújuló hagyományrendszerre. Az iskola diákjai sikeresek a tanulmányi versenyeken, a nyelvvizsgákon és az egyetemi felvételiken.
Fontos szerepet vállalt az iskola a tanárképzés megújításában. Alkotó munkaközösségek, publikáló és tudományos fokozaton dolgozó tanárok vannak a testületben. Jó munkakapcsolatot ápolnak a Pécsi Tudományegyetem vezetőivel és a tanszékekkel, valamint angol, német és francia nyelvterületen levő intézményekkel, szervezetekkel. Vállalkozó szellemű gazdálkodást folytatnak, amelyben meglévő alapítványaik hasznosan segítik a diákok és tanárok munkáját.

## Elhelyezkedése
Az iskola ligetes környezetben található Uránváros keleti oldalán. Az iskolát északról a Veress Endre útja, keletről és délről a Páfrány utca, nyugatról pedig a Szőnyi Ottó utca határolja. Az intézmény a következő helyi buszokkal közelíthető meg: 1, 2, 2A, 4, 4Y, 20, 22, 22Y, 23, 23Y, 24, 55, 55Y, 104, 120, 122, 123, 124. 

## Külső hivatkozások
- Hivatalos weboldal
- Babits Mihály Gyakorló Gimnázium a Facebookon